# Coupe de Pologne féminine de football 2015-2016
Navigation
Coupe de Pologne 2014-2015 Coupe de Pologne 2016-2017
La Coupe de Pologne de football féminin 2015-2016 (Puchar Polski Kobiet w piłce nożnej 2015-2016 en polonais) est la 32e édition de la Coupe de Pologne. 

## Compétition
Une phase d'élimination entre 14 clubs de L1 se déroule au préalable (du 7 octobre au 28 octobre), le Rysy Bukowina Tatrzanska est qualifié pour les 8e de finales. En ressortent vainqueurs les clubs des KS Raszin, ZTKKF Stilon Gorzow Wielkopolski, KKP Bydgoszcz, Błękitni Stargard Szczeciński, Widok Lublin, AZS PWSZ Walbrzych et UKS SMS Łódź.
Les 8 meilleures équipes de l'Ekstraklasa (E) commencent en 8e de finales.

### Huitièmes de finale
| Club (division)                       | Score  | Club (division)            | Date       |
| ------------------------------------- | ------ | -------------------------- | ---------- |
| Rysy Bukowina Tatrzanska (L1)         | 0 – 8  | Czarni Sosnowiec (E)       | 25 octobre |
| AZS PWSZ Wałbrzych (L1)               | 0 – 6  | AZS Wrocław (E)            | 4 novembre |
| UKS SMS Łódź (L1)                     | 3 – 1  | Mitech Żywiec (E)          | 4 novembre |
| KKP Bydgoszcz (L1)                    | 0 – 10 | Medyk Konin (E)            | 3 novembre |
| Widok Lublin (L1)                     | 0 – 13 | Górnik Łęczna (E)          | 27 février |
| Błękitni Stargard Szczeciński (L1)    | 0 – 1  | Olimpia Szczecin (E)       | 4 novembre |
| KS Raszin (L1)                        | 0 – 5  | AZS PSW Biała Podlaska (E) | 4 novembre |
| ZTKKF Stilon Gorzow Wielkopolski (L1) | 4 – 8  | Zagłębie Lubin (E)         | 4 novembre |

### Quarts de finale
| Club (division)    | Score | Club (division)            | Date       |
| ------------------ | ----- | -------------------------- | ---------- |
| Zagłębie Lubin (E) | 3 – 0 | AZS PSW Biała Podlaska (E) | 16 mars    |
| Górnik Łęczna (E)  | 3 – 0 | Olimpia Szczecin (E)       | 16 mars    |
| UKS SMS Łódź (L1)  | 3 – 1 | Czarni Sosnowiec (E)       | 16 mars    |
| Medyk Konin (E)    | 8 – 0 | AZS Wrocław (E)            | 4 novembre |

### Demi-finales
| Club (division)   | Score | Club (division)    | Date     |
| ----------------- | ----- | ------------------ | -------- |
| Górnik Łęczna (E) | 6 – 1 | Zagłębie Lubin (E) | 19 avril |
| UKS SMS Łódź (L1) | 1 - 5 | Medyk Konin (E)    | 20 avril |

### Finale
| Club (division)   | Score | Club (division) | Date   |
| ----------------- | ----- | --------------- | ------ |
| Górnik Łęczna (E) | 0 - 3 | Medyk Konin (E) | 26 mai |

## Meilleures buteuses
7 buts
- Agata Tarczyńska (Medyk Konin)
- Anna Sznyrowska (Górnik Łęczna)

5 buts
- Anna Gawrońska (Medyk Konin)
- Patrícia Hmírová (Górnik Łęczna)